# الزيتون (غزة)
حي الزيتون هو أكبر أحياء مدينة غزة من حيث المساحة وثاني أكبرها من حيث عدد السكان يقع أيضاً في قلب المدينة التلية القديمة، ويحتل نصفها الجنوبي تقريباً (جنوب شارع عمر المختار) وسمي كذلك نسبة لكثرة أشجار الزيتون التي ما زالت تغطي معظم أراضيه الجنوبية حتى اليوم، فالحي القديم كان يمثل الجزء المكمل لحي الدرج تجارياً وسكنياً قبل الحرب العالمية الأولى عندما كانا يمثلان كتلة عمرانية واحدة قبل شق شارع «جمال باشا» إبان الحرب الأولى، والذي سمي فيما بعد وفي الثلاثينيات من هذا القرن باسمه الحالي «شارع عمر المختار» لذا فقد كان فيه العديد من الأسواق مثل «سوق السروجية» التي وصفها «أوليا جبلي» سنة 1649م بأنها رائجة وسوق النجارين … الخ.

## التاريخ
تم بناؤه في الثلاثينيات والأربعينيات من القرن الماضي عندما تطورت غزة خارج مركزها. يعزى جزء كبير من تمويل البناء الأولي إلى المؤسسات الأجنبية مثل المستشفيات التبشيرية. بعد الحرب العربية الإسرائيلية عام 1948 مع تدفق اللاجئين الفلسطينيين تضخم عدد سكان زيتون. استقرت عائلة أحمد ياسين في الخمسينيات.
خلال النزاع بين إسرائيل وغزة في الفترة 2008-2009، شن الجيش الإسرائيلي توغلاً بريًا في المنطقة واحتلت المنطقة. خلال هذه الفترة استشهد 48 فلسطينياً معظمهم من ثلاث عائلات، بالإضافة لذلك تم تدمير 27 منزلاً وعدد من المزارع ومسجد.

## المساجد
وفي هذا الحي العديد من بيوت الله الأثرية كمسجد الشمعة الذي اندثرت معالمه القديمة، ومسجد «العجمي»، وجامع «كاتب الولاية» الذي ما زال يحتفظ بتراثه القديم وبخاصة مئذنته التي جاء على أسفلها كتابة تعود لسنة 735م نقشت على بلاطة رخامية في سطرين كما يلي:
«بسم الله الرحمن الرحيم، أمر بعمارة هذه المئذنة مولانا المقر الأشرفي السيفي أفنان العلاني نائب السلطنة الشريفة بغزة المحروسة ابتغاءً لوجه الله في مستهل ذي الحرام سنة خمس وثلاثين وسبعمائة».
ويتوسط الكتابة هذه رنك دائري مركب يتألف من مقلمه أسفلها كأس في الوسط، وأسفله زهرة السوسن، ثم جرى ترميمه وإعادة بنائه على يد أحمد بك كاتب الولاية في عهد السلطان العثماني مراد سنة 925 هجري كما جاء على بلاطة رخامية أعلى عتبة الباب الرئيسي للجامع وقد كانت عند الطرف الجنوبي لهذا الحي مقبرة يطلق عليها «تربة الشهداء» يتوسطها أعمدة رخامية نقشت عليها أسماء العديد من الشهداء الذين استشهدوا في الحروب ضد الغزاة وهم يدافعون عن المدينة، لذا كان يطلق عليه أحياناً وحتى اليوم «حارة العواميد»، ومن آثار هذا الحي الدينية أيضاً كنيسة «بيرفوريوس» والتي بنيت في القرن الخامس الميلادي -كما جاء على بلاطة صغيرة أعلى عتبات باب الكنيسة، وفيها قبر الأسقف «بيرفوريوس» السابق ذكره 

## في الحرب على غزة 2014 وفي 2023 و2024
قام الجيش الإسرائيلي بمجزرة مروعة في هذا الحي قاتلاً الأطفال والنساء ومدمراً البيوت على رؤوس ساكنيها بقصف مكثف من الدبابات والطائرات. وتسعى إسرائيل للسيطرة على الحي لفصل شمالي قطاع غزة عن وسطه وجنوبه وقطع الإمدادات على الشعب الفلسطيني. دمرت إسرائيل قدرة غزة على إطعام نفسها بمافي ذلك أشجار الزيتون ذ  وأدانت رابطة العالم الإسلامي قصف الاحتلال حي الزيتون